# Chas
Chas és un municipi francès situat al departament del Puèi Domat i a la regió d'Alvèrnia-Roine-Alps. L'any 2007 tenia 378 habitants.

## Demografia

### Població
El 2007 la població de fet de Chas era de 378 persones. Hi havia 142 famílies de les quals 38 eren unipersonals (17 homes vivint sols i 21 dones vivint soles), 29 parelles sense fills, 71 parelles amb fills i 4 famílies monoparentals amb fills.
La població ha evolucionat segons el següent gràfic:
Habitants censats

### Habitatges
El 2007 hi havia 163 habitatges, 144 eren l'habitatge principal de la família, 8 eren segones residències i 10 estaven desocupats. 151 eren cases i 12 eren apartaments. Dels 144 habitatges principals, 119 estaven ocupats pels seus propietaris, 23 estaven llogats i ocupats pels llogaters i 2 estaven cedits a títol gratuït; 9 tenien dues cambres, 17 en tenien tres, 47 en tenien quatre i 70 en tenien cinc o més. 104 habitatges disposaven pel capbaix d'una plaça de pàrquing. A 48 habitatges hi havia un automòbil i a 79 n'hi havia dos o més.

### Piràmide de població
La piràmide de població per edats i sexe el 2009 era:
| Homes | Edats   | Dones |
| ----- | ------- | ----- |
| 0     | 95 o +  | 0     |
| 0     | 90 a 94 | 0     |
| 4     | 85 a 89 | 4     |
| 4     | 80 a 84 | 4     |
| 8     | 75 a 79 | 16    |
| 0     | 70 a 74 | 0     |
| 12    | 65 a 69 | 4     |
| 8     | 60 a 64 | 0     |
| 0     | 55 a 59 | 0     |
| 8     | 50 a 54 | 8     |
| 8     | 45 a 49 | 8     |
| 24    | 40 a 44 | 20    |
| 0     | 35 a 39 | 4     |
| 20    | 30 a 34 | 8     |
| 4     | 25 a 29 | 20    |
| 4     | 20 a 24 | 8     |
| 12    | 15 a 19 | 4     |
| 16    | 10 a 14 | 16    |
| 4     | 5 a 9   | 12    |
| 0     | 0 a 4   | 4     |

## Economia
El 2007 la població en edat de treballar era de 234 persones, 185 eren actives i 49 eren inactives. De les 185 persones actives 168 estaven ocupades (91 homes i 77 dones) i 17 estaven aturades (5 homes i 12 dones). De les 49 persones inactives 15 estaven jubilades, 17 estaven estudiant i 17 estaven classificades com a «altres inactius».

### Ingressos
El 2009 a Chas hi havia 150 unitats fiscals que integraven 397,5 persones, la mediana anual d'ingressos fiscals per persona era de 18.366 €.

### Activitats econòmiques
Dels 8 establiments que hi havia el 2007, 1 era d'una empresa de fabricació d'altres productes industrials, 4 d'empreses de construcció, 1 d'una empresa de comerç i reparació d'automòbils, 1 d'una empresa d'hostatgeria i restauració i 1 d'una empresa d'informació i comunicació.
Dels 3 establiments de servei als particulars que hi havia el 2009, 2 eren electricistes i 1 restaurant.
L'any 2000 a Chas hi havia 10 explotacions agrícoles que ocupaven un total de 612 hectàrees.

## Equipaments sanitaris i escolars
El 2009 hi havia una escola elemental integrada dins d'un grup escolar amb les comunes properes formant una escola dispersa.

## Poblacions més properes
El següent diagrama mostra les poblacions més properes.